# توماس بيري برازيلتون
توماس بيري برازيلتون (10 مايو 1918-13 مارس 2018) طبيب أطفال أمريكي ومؤلف ومطور مقياس التقييم السلوكي لحديثي الولادة (NBAS). استضاف توماس برنامج تلفزيون بعنوان What Every Baby Knows ، وكتب عمودًا صحفيًا مشتركًا. كتب أكثر من مائتي بحث علمي وأربعة وعشرين كتابًا.

## وفاته
توفي برازيلتون في 13 مارس 2018 عن عمر يناهز 99 عامًا.